# Rosemary Nelson
Rosemary Nelson (4 de setembre de 1958 – Lurgan, 15 de març de 1999) va ser una destacada advocada irlandesa defensora dels drets humans. Va morir en un atemptat perpetrat en 1999 per un grup paramilitar unionista. S'ha suggerit que les Forces de Seguretat Britàniques van poder estar relacionades amb el seu assassinat. No obstant això, les troballes d'una recerca que es va perllongar durant quinze mesos van indicar que no hi havia cap evidència de connivència entre els paramilitars unionistes i els serveis secrets o de seguretat. L'informe va afegir que no es podia descartar la possibilitat que alguns membres de les forces de seguretat, pel seu compte, estiguessin embolicats en el cas.

## Carrera
Nelson, de soltera Magee, es va graduar en dret a la Universitat Queen's de Belfast. Va treballar amb altres advocats durant uns anys abans d'establir-se com a advocada pel seu compte. Nelson va representar a clients en una sèrie de destacats casos com el de Michael Caraher, un franctirador de l'Exèrcit Republicà Irlandès Provisional, així com un paramilitar republicà acusat de matar a dos oficials de la Royal Ulster Constabulary (RUC), la Policia Reial de l'Ulster. També va representar a la Coalició de Residents de Garvaghy Road en les proximitats de Portadown en el conflicte de Drumcree en contra de l'Orde d'Orange i la RUC, el qual es va perllongar durant llarg temps.

## Mort
Nelson va avisar que havia rebut amenaces de mort de membres del RUC a conseqüència de la seva activitat jurídica. Molts dels seus clients van denunciar també que oficials de la RUC l'havien amenaçat també a través d'ells en nombroses ocasions. En 1998, el Relator Especial de les Nacions Unides per a la Independència de Jutges i Advocats, Param Cumaraswamy, assenyalà aquestes amenaces en el seu informe anual, i va afirmar en una entrevista en televisió que creia que la vida de Nelson podia estar en perill. Va realitzar diverses recomanacions al govern britànic quant a les amenaces de policies a advocats, sobre les quals no es va prendre cap acció. Més tard i aquest mateix any, Nelson va atestar enfront d'un comitè del Congrés dels Estats Units que investigava sobre els drets humans a Irlanda del Nord, confirmant que aquestes amenaces de mort anaven dirigides a ella i els seus tres fills.
Nelson va ser assassinada a l'edat de quaranta anys mitjançant un cotxe bomba situat fora de la seva casa en Lurgan, comtat d'Armagh, en 1999. Un grup paramilitar unionista que es feia anomenar els Red Hand Defenders van reclamar l'autoria de l'atemptat. Li van sobreviure el seu espòs i tres fills.

## Reconeixement pòstum
En 2004, el jutge Peter Cory va recomanar en el seu informe, The Cory Collusion Inquiry, que s'iniciés una recerca de les circumstàncies que van envoltar la mort de Nelson.
Nelson va ser guardonada de manera pòstuma amb el Premi al Coratge Civil de la Fundació Train, que reconeix a les persones que han realitzat actes extraordinaris de resistència infrangible davant el mal, assumint un gran risc personal.

## Recerca
La recerca resultant en relació amb l'assassinat es va obrir a l'abril de 2005, al Centre Cívic de Craigavon, comtat d'Armagh. Al setembre de 2006 el Servei de Seguretat Britànic MI5 va anunciar que compareixeria en la recerca. Aquest moviment va provocar les crítiques de la família de Nelson, els quals segons consta, van expressar la seva preocupació davant la possibilitat que l'MI5 eliminés informació sensible o classificada.

### L'informe de la recerca
Els resultats de la recerca van ser publicats el 23 de maig de 2011. Les perquisicions van concloure que no hi havia proves de col·laboració entre les agències de l'estat i els unionistes que la van assassinar, però que igualment, aquestes agències no es van prendre les amenaces contra ella seriosament en cap moment, no investigant-les de manera apropiada. L'informe va establir també que membres del Cos de Policia Reial de l'Ulster l'havien legitimat com a objectiu quan la van atacar i van insultar en públic a Portadown, dos anys abans de la seva mort. Igualment es va notar que no es podia descartar la possibilitat que membres de les forces de seguretat, en solitari, poguessin estar implicats en l'atac amb cotxe bomba que va acabar amb la seva vida.